# Acolutha pictaria
Acolutha pictaria är en fjärilsart som beskrevs av Moore 1888. Acolutha pictaria ingår i släktet Acolutha och familjen mätare. Inga underarter finns listade i Catalogue of Life.